# 3033 Holbaek
3033 Holbaek (1984 EJ) là một tiểu hành tinh vành đai chính được phát hiện ngày 5 tháng 3 năm 1984 bởi Karl Augustesen ở Brorfelde Observatory.